# Festival RTP da Canção 2017
O Festival da Canção 2017 foi o quinquagésimo Festival RTP da Canção e teve lugar nos dias 19 e 26 de fevereiro (semifinais) e 5 de março (final) em Portugal. Foi também o método de seleção para o apuramento da canção representante de Portugal no Festival Eurovisão da Canção 2017.
A final do Festival da Canção decorreu a 5 de março, no Coliseu dos Recreios em Lisboa e o vencedor foi Salvador Sobral com a música "Amar Pelos Dois", de Luísa Sobral . O evento serviu também para comemorar os 60 anos da RTP.

## Festival
Em 4 de fevereiro de 2016, a RTP confirmou a sua participação no Festival Eurovisão da Canção 2017, organizado em Kiev, na Ucrânia, marcando o seu 52º aniversário de participações naquele concurso.
Em 5 de dezembro de 2016, a RTP revelou as regras da próxima edição do Festival da Canção. As semifinais decorreram a 19 e 26 de fevereiro, nos estúdios da RTP, enquanto a Grande Final aconteceu a 5 de março, no Coliseu dos Recreios, servindo de palco para as comemorações do 60.º aniversário da estação pública.

### Votação
Pela primeira vez na história do certame, não existiu a obrigatoriedade de cantar o tema em português, estando o concurso aberto a qualquer idioma. As votações decorreram sob um esquema de 50/50, com o peso do voto repartido entre o voto telefónico e um júri escolhido pela RTP. Na final, as votações do júri foram associadas a 7 regiões diferenciadas, contando com Portugal Continental e Ilhas.

### Apresentadores
Sónia Araújo e José Carlos Malato foram os apresentadores da 1.ª Semifinal, que aconteceu no dia 19 de fevereiro nos estúdios da RTP. Tânia Ribas de Oliveira e Jorge Gabriel foram os anfitriões da 2.ª Semifinal no dia 26 de fevereiro também nos estúdios da RTP. Sílvia Alberto, Catarina Furtado e Filomena Cautela partilharam a apresentação da Grande Final do Festival da Canção 2017, que comemorou também os 60 anos da RTP. O evento decorreu no Coliseu dos Recreios no dia 5 de março.

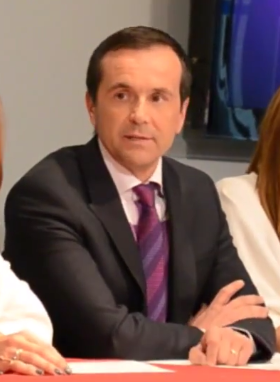
Jorge Gabriel
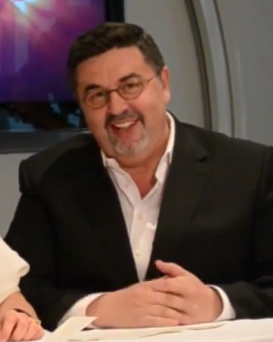
José Carlos Malato
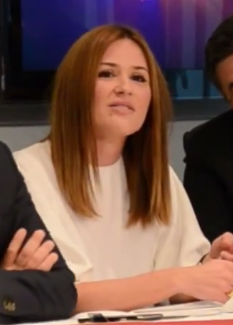
Sílvia Alberto
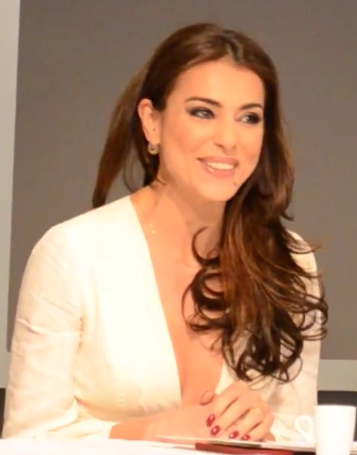
Catarina Furtado

### Jurados
Um grupo fixo de 9 jurados foi responsável por 50% da votação nas semifinais do Festival da Canção 2017:
Ramon Galarza – produtor musical, colabora com a RTP há vários anos na produção de músicas para o Festival da Canção e assumiu também funções de comentador em alguns certames da Eurovisão.
Nuno Markl – humorista, escritor, radialista, cartoonista, apresentador do Animais Anónimos e comentador do Traz p’ra Frente.
Tozé Brito – cantor, letrista e compositor, deu vida e voz a algumas canções que fazem parte do imaginário do Festival da Canção. Participou como intérprete: em 1972 com Se Quiseres Ouvir Cantar e em 1979 com Novo Canto Português. Como compositor, participou na vitória das canções Bem Bom, das Doce, que vencem o Festival da Canção em 1982, e Penso em ti (Eu Sei) de Adelaide Ferreira vence o Festival em 1985.
Inês Lopes Gonçalves – humorista, radialista, apresentadora e comentadora. Faz parte das Manhãs da 3, com Luís Oliveira e Ana Markl, e é a apresentadora do Traz p’ra Frente da RTP Memória. Na RTP1, é o braço direito de Filomena Cautela no 5 para a Meia Noite.
Gabriela Schaaf – cantora luso-suíça, participou no Festival da Canção em 1979 com um “Eu só quero” que ficou na memória de todos embora só tenha conseguido o 2.º lugar. “Homem muito Brasa” tornou-se no entanto o tema mais conhecido da cantora.
João Carlos Callixto – é especialista em música portuguesa, radialista e investigador do período que vai desde o advento do vinil em Portugal até ao início dos anos 80, quando se dá o grande boom do rock português. Autor de vários livros sobre o tema, colabora com diversas editoras musicais e participou com algumas notas para reedições de vários discos portugueses. Na televisão, é co-autor da série documental “Estranha Forma de Vida – Uma História da Música Popular Portuguesa”. Na rádio, é autor do programa “Passado ao Presente” da RDP Internacional.
Inês Meneses – radialista mas essencialmente comunicadora. Faz parte do programa O Amor é com Júlio Machado Vaz da Antena1.
Dora – é uma das figuras da História do Festival da Canção. Tornou-se célebre quando venceu a edição de 1986 com Não Sejas Mau para Mim e representou Portugal em Berga na Noruega.

## Compositores convidados
À semelhança dos anos anteriores, a estação pública convidou compositores para o Festival da Canção. Os 16 compositores convidados foram os seguintes:
| - Luísa Sobral - Márcia - Rita Redshoes - David Santos (Noiserv) - Celina da Piedade - Samuel Úria - Nuno Gonçalves (The Gift) - Pedro Silva Martins (Deolinda) | - Tóli César Machado (GNR) - João Pedro Coimbra (Mesa) - Nuno Figueiredo (Virgem Suta) - Pedro Saraiva (SirAiva/D.R. Sax) - Nuno Feist - Jorge Fernando - João Só - Héber Marques (HMB) |

#### Canções em Competição
Participaram 16 canções no 51.º Festival da Canção. Os artistas participantes na primeira semifinal foram revelados em 18 de janeiro de 2017. Entre os concorrentes está o ex-participante do Festival Eurovisão da Canção Rui Drumond, que representou Portugal no certame de 2005 como parte de 2B.
| Artista | Artista                  | Título original da canção     | Compositore(s)         |
| #       | Idiomas de interpretação | Tradução em português         | Compositore(s)         |
| ------- | ------------------------ | ----------------------------- | ---------------------- |
| 1       | Deolinda Kinzimba        | "O Que Eu Vi Nos Meus sonhos" | Rita Redshoes          |
| 1       | Português                | —                             | Rita Redshoes          |
| 2       | Fernando Daniel          | "Poema a Dois"                | Nuno Feist             |
| 2       | Português                | —                             | Nuno Feist             |
| 3       | Golden Slumbers          | "Para Perto"                  | Samuel Úria            |
| 3       | Português                | —                             | Samuel Úria            |
| 4       | Lisa Garden              | "Without You"                 | Pedro Saraiva          |
| 4       | Inglês                   | "Sem Ti"                      | Pedro Saraiva          |
| 5       | Márcia                   | "Agora"                       | Márcia                 |
| 5       | Português                | —                             | Márcia                 |
| 6       | Rui Drumond              | "O Teu Melhor"                | Héber Marques          |
| 6       | Português                | —                             | Héber Marques          |
| 7       | Salvador Sobral          | "Amar Pelos Dois"             | Luísa Sobral           |
| 7       | Português                | —                             | Luísa Sobral           |
| 8       | Viva La Diva             | "Nova Glória"                 | Nuno Gonçalves         |
| 8       | Português                | —                             | Nuno Gonçalves         |
| 9       | Beatriz Felicio          | "Ao Teu Olhar"                | Jorge Fernando         |
| 9       | Português                | —                             | Jorge Fernando         |
| 10      | Helena Kendall           | "Andamos No Céu"              | João Só                |
| 10      | Português                | -                             | João Só                |
| 11      | Jorge Benvinda           | "Gente Bestial"               | Nuno Figueiredo        |
| 11      | Português                | —                             | Nuno Figueiredo        |
| 12      | Pedro Gonçalves          | ''Don't Walk Away''           | João Pedro Coimbra     |
| 12      | Inglês                   | "Não Vás Embora"              | João Pedro Coimbra     |
| 13      | Lena d'Água              | "Nunca Me Fui Embora"         | Pedro Silva Martins    |
| 13      | Português                | —                             | Pedro Silva Martins    |
| 14      | Celina da Piedade        | "Primavera"                   | Celina da Piedade      |
| 14      | Português                | —                             | Celina da Piedade      |
| 15      | David Gomes              | "My Paradise"                 | Tóli César Machado     |
| 15      | Inglês                   | "O Meu Paraíso"               | Tóli César Machado     |
| 16      | Inês Sousa               | ''Se O Tempo Não Falasse''    | David Santos (Noiserv) |
| 16      | Português                | —                             | David Santos (Noiserv) |

## Sorteiro de atuações
O 51.º Festival da Canção foi composto por duas semi-finais e uma Final, cada uma com oito canções em competição.

#### 1.ª semi-final
Na primeira semifinal participaram oito canções, e destas oito, quatro avançaram para a Final. Os qualificados foram determinados pelo televoto e pelos votos de um júri selecionado pela RTP. A primeira semifinal teve lugar a 19 de fevereiro de 2017.
| # | Intérprete        | Canção                        | Pontuação | Pontuação | Pontuação | Posição | Resultado |
| # | Intérprete        | Canção                        | Júri      | Televoto  | Total     | Posição | Resultado |
| - | ----------------- | ----------------------------- | --------- | --------- | --------- | ------- | --------- |
| 1 | Márcia            | "Agora"                       | 5         | 3         | 8         | 8º      | Eliminada |
| 2 | Golden Slumbers   | "Para Perto"                  | 6         | 5         | 11        | 5º      | Eliminado |
| 3 | Fernando Daniel   | "Poema A Dois"                | 7         | 10        | 17        | 3º      | Finalista |
| 4 | Deolinda Kinzimba | "O Que Eu Vi Nos Meus Sonhos" | 8         | 4         | 12        | 4º      | Finalista |
| 5 | Rui Drumond       | "O Teu Melhor"                | 3         | 6         | 9         | 7º      | Eliminado |
| 6 | Lisa Garden       | "Without You"                 | 4         | 7         | 11        | 6º      | Eliminada |
| 7 | Salvador Sobral   | "Amar Pelos Dois"             | 12        | 8         | 20        | 2º      | Finalista |
| 8 | Viva La Diva      | "Nova Glória"                 | 10        | 12        | 22        | 1º      | Finalista |

Legenda :
- Qualificação para a Final

#### 2.ª semi-final
Na segunda semifinal participaram oito canções, e destas oito, quatro avançaram para a Final. Os qualificados foram determinados pelo televoto e pelos votos de um júri selecionado pela RTP. A segunda semifinal teve lugar em 26 de fevereiro de 2017.
| # | Intérprete        | Canção                   | Pontuação | Pontuação | Pontuação | Posição | Resultado |
| # | Intérprete        | Canção                   | Júri      | Televoto  | Total     | Posição | Resultado |
| - | ----------------- | ------------------------ | --------- | --------- | --------- | ------- | --------- |
| 1 | David Gomes       | "My Paradise"            | 6         | 6         | 12        | 7º      | Eliminado |
| 2 | Lena d'Água       | "Nunca Me Fui Embora"    | 10        | 4         | 14        | 4º      | Finalista |
| 3 | Beatriz Felicio   | "Ao Teu Olhar"           | 8         | 5         | 13        | 5º      | Eliminada |
| 4 | Pedro Gonçalves   | "Don't Walk Away"        | 4         | 12        | 16        | 3º      | Finalista |
| 5 | Helena Kendall    | "Andamos No Céu"         | 5         | 8         | 13        | 6º      | Eliminada |
| 6 | Celina da Piedade | "Primavera"              | 12        | 7         | 19        | 1º      | Finalista |
| 7 | Jorge Benvinda    | "Gente Bestial"          | 7         | 10        | 17        | 2º      | Finalista |
| 8 | Inês Sousa        | "Se O Tempo Não Falasse" | 3         | 3         | 6         | 8º      | Eliminada |

Legenda :
- Qualificação para a Final

#### Final
Na Final, oito canções participaram. O vencedor foi determinado pelo televoto e pelos votos dos júris regionais. Teve lugar a 5 de março de 2017.
| # | Intérprete        | Canção                        | Pontuação | Pontuação | Pontuação | Posição |
| # | Intérprete        | Canção                        | Júri      | Televoto  | Total     | Posição |
| - | ----------------- | ----------------------------- | --------- | --------- | --------- | ------- |
| 1 | Jorge Benvinda    | "Gente bestial"               | 10        | 5         | 15        | 4º      |
| 2 | Pedro Gonçalves   | "Don't Walk Away"             | 5         | 8         | 13        | 6º      |
| 3 | Lena d'Água       | "Nunca me fui embora"         | 5         | 3         | 8         | 7º      |
| 4 | Salvador Sobral   | "Amar pelos dois"             | 12        | 10        | 22        | 1º      |
| 5 | Fernando Daniel   | "Poema a dois"                | 7         | 7         | 14        | 5º      |
| 6 | Celina da Piedade | "Primavera"                   | 10        | 6         | 16        | 3º      |
| 7 | Deolinda Kinzimba | "O que eu vi nos meus sonhos" | 3         | 4         | 7         | 8º      |
| 8 | Viva La Diva      | "Nova glória"                 | 6         | 12        | 18        | 2º      |

Legenda :
- Vencedor
- 2.° lugar
- Último lugar
- Pontuação nula (''"Null Points"'') / Desclassificação

##### Votação
Nesta edição, o júri regional voltou, desta vez divido em 7 regiões: Norte, Centro, Lisboa e Vale do Tejo, Alentejo, Algarve, Açores e Madeira.
| Região                | Cidade           | Plano de fundo                        | Porta-voz                                                                       |
| --------------------- | ---------------- | ------------------------------------- | ------------------------------------------------------------------------------- |
| Norte                 | Porto            | Ponte D. Luís                         | Álvaro Costa                                                                    |
| Centro                | Coimbra          | Baixa da cidade, junto ao rio Mondego | Inês Santos (vencedora do Festival RTP da Canção 1998 como parte dos Alma Lusa) |
| Lisboa e Vale do Tejo | Lisboa           | Ponte 25 de Abril                     | Vítor de Sousa                                                                  |
| Alentejo              | Évora            | Templo romano de Évora                | Janita Salomé                                                                   |
| Algarve               | Faro             | Sé Catedral de Faro                   | Filipa Sousa (vencedora do Festival RTP da Canção 2012)                         |
| Açores                | Praia da Vitória | Baía da Praia da Vitória              | Joel Neto                                                                       |
| Madeira               | Funchal          | Baía do Funchal                       | Vânia Fernandes (vencedora do Festival RTP da Canção 2008)                      |

| Membros do Júri       | Membros do Júri |
| --------------------- | --- |
| Norte                 | - Álvaro Costa - apresentador de televisão (porta-voz) - André Tentúgal – realizador de videoclips - Hélder Gonçalves – músico |
| Centro                | - Inês Santos – cantora, vencedora do Festival RTP da Canção 1998 como parte dos Alma Lusa (porta-voz) - Adolfo Mesquita Nunes – advogado e político - Nucha – cantora, vencedora do Festival RTP da Canção 1990                              |
| Lisboa e Vale do Tejo | - Vítor de Sousa – ator (porta-voz) - Anabela – atriz, cantora, vencedora do Festival RTP da Canção 1993 - Carlos Mendes – cantor, compositor e ator, vencedor do Festival RTP da Canção 1968 e 1972                                          |
| Alentejo              | - Janita Salomé – cantor (porta-voz) - Ana Sofia Varela – fadista - Jorge Roque – cantor |
| Algarve               | - Filipa Sousa – fadista, vencedora do Festival RTP da Canção 2012 (porta-voz) - Nuno Guerreiro – cantor e vocalista na banda Ala dos Namorados - Viviane – cantora e co-fundadora da banda Entre Aspas e do projectos Camaleão Azul          |
| Açores                | - Joel Neto – escritor e colunista - Carlos Alberto Moniz – artista, apresentador, maestro, músico e compositor, participante nos Festivais RTP da Canção 1973, 1979, 1980, 1981, 1982 e 1986 - Luís Filipe Borges – apresentador e guionista |
| Madeira               | - Vânia Fernandes – cantora, vencedora do Festival RTP da Canção 2008 - Nuno Morna – ator e produtor musical - Ricardo Vasconcelos – músico dos Amor Electro                                                                                  |

###### Tabela de Votações
Para ver os nomes dos artistas e das respectivas canções deverá colocar o cursor sobre as imagens numeradas de 1 a 8, que correspondem à ordem da actuação de cada canção na final do concurso.
| 1                            | Norte                           | 8                                                 | 3                                                    | 7                                                    | 12                                                   | 6                                                 | 10                                               | 4                                                                  | 5                                             |
| 2                            | Centro                          | 8                                                 | 7                                                    | 5                                                    | 12                                                   | 6                                                 | 3                                                | 10                                                                 | 4                                             |
| 3                            | Lisboa e Vale do Tejo           | 5                                                 | 6                                                    | 7                                                    | 10                                                   | 4                                                 | 8                                                | 3                                                                  | 12                                            |
| 4                            | Alentejo                        | 7                                                 | 3                                                    | 6                                                    | 12                                                   | 8                                                 | 10                                               | 5                                                                  | 4                                             |
| 5                            | Algarve                         | 8                                                 | 12                                                   | 3                                                    | 10                                                   | 7                                                 | 6                                                | 4                                                                  | 5                                             |
| 6                            | Região dos Açores               | 10                                                | 4                                                    | 5                                                    | 12                                                   | 7                                                 | 8                                                | 6                                                                  | 3                                             |
| 7                            | Região da Madeira               | 7                                                 | 3                                                    | 5                                                    | 12                                                   | 6                                                 | 8                                                | 4                                                                  | 10                                            |
| Resultados Parciais Júri     | Pontuação: votos                | 53                                                | 38                                                   | 38                                                   | 80                                                   | 44                                                | 53                                               | 36                                                                 | 43                                            |
| Resultados Parciais Júri     | Pontuação: 50% Júri             | 10                                                | 5                                                    | 5                                                    | 12                                                   | 7                                                 | 10                                               | 3                                                                  | 6                                             |
| Resultados Parciais Júri     | Lugar só com votação do Júri    | 2º                                                | 6º                                                   | 6º                                                   | 1º                                                   | 4º                                                | 2º                                               | 8º                                                                 | 5º                                            |
| Resultados Parciais Televoto | Pontuação: votos                | 5                                                 | 8                                                    | 3                                                    | 10                                                   | 7                                                 | 6                                                | 4                                                                  | 12                                            |
| Resultados Parciais Televoto | Lugar só com Televoto           | 6º                                                | 3º                                                   | 8º                                                   | 2º                                                   | 4º                                                | 5º                                               | 7º                                                                 | 1º                                            |
| Desfecho                     | Pontos Totais (Júri + Televoto) | 15                                                | 13                                                   | 8                                                    | 22                                                   | 14                                                | 16                                               | 7                                                                  | 18                                            |
| Desfecho                     | Lugar                           | 4º                                                | 6º                                                   | 7º                                                   | 1º                                                   | 5º                                                | 3º                                               | 8º                                                                 | 2º                                            |
|                              |                                 | Artista: Jorge Benvinda / Canção: "Gente bestial" | Artista: Pedro Gonçalves / Canção: "Don't Walk Away" | Artista: Lena d'Água / Canção: "Nunca me fui embora" | Artista: Salvador Sobral / Canção: "Amar pelos dois" | Artista: Fernando Daniel / Canção: "Poema a dois" | Artista: Celina da Piedade / Canção: "Primavera" | Artista: Deolinda Kinzimba / Canção: "O que eu vi nos meus sonhos" | Artista: Viva La Diva / Canção: "Nova glória" |
| Canções Pontuadas            |                                 |                                                   |                                                      |                                                      |                                                      |                                                   |                                                  |                                                                    |                                               |

Legenda :
- Vencedor
- 2.° lugar
- Último lugar
- Pontuação nula ("Null Points") / Desclassificação

###### Canções que obtiveram 12 pontos na final
Como vem sendo hábito, e por ser a pontuação máxima, os 12 pontos tornaram-se um símbolo do Festival da Canção, por influência do Festival Eurovisão da Canção, sendo a votação que determina o favorito de um país, e que pode virar o resultado a qualquer momento, assim como desempatar canções que estejam empatados. Em baixo, é possível ver uma tabela com o número de 12 pontos que cada canção recebeu, e as respectivos regiões que deram a sua pontuação mais alta a determinada canção.
| # | Canções           | Regiões                                  |
| - | ----------------- | ---------------------------------------- |
| 5 | "Amar pelos dois" | Norte, Centro, Alentejo, Açores, Madeira |
| 2 | "Nova glória"     | Lisboa e Vale do Tejo, Televoto          |
| 1 | "Don't Walk Away" | Algarve                                  |

## CD oficial
Festival da Canção 2017 é a compilação oficial do certame, lançado juntamente pela Rádio e Televisão de Portugal e pela Sony Music Portugal nas plataformas digitais a 14 de março de 2017 e em formato físico a 7 de abril do mesmo ano. O álbum conta com todas as 16 canções participantes, incluindo as canção que não se qualificaram para a final.
| Lista de faixas |                                |                   |         |  |
| N.º             | Título                         | Artista           | Duração |  |
| 1.              | "Agora"                        | Márcia            | 2:59    |  |
| 2.              | "Para Perto"                   | Golden Slumbers   | 2:58    |  |
| 3.              | "Poema a Dois"                 | Fernando Daniel   | 2:57    |  |
| 4.              | "O Que Eu Vi Nos Meus Sonhos"  | Deolinda Kinzimba | 2:52    |  |
| 5.              | "O Teu Melhor"                 | Rui Drummond      | 3:11    |  |
| 6.              | "Without You"                  | Lisa Garden       | 3:22    |  |
| 7.              | "Amar pelos dois"              | Salvador Sobral   | 3:05    |  |
| 8.              | "Nova glória (Versão ao vivo)" | Viva La Diva      | 3:25    |  |
| 9.              | "My Paradise"                  | David Gomes       | 2:59    |  |
| 10.             | "Nunca me fui embora"          | Lena d'Água       | 2:59    |  |
| 11.             | "Ao Teu Olhar"                 | Beea              | 3:02    |  |
| 12.             | "Don’t Walk Away"              | Pedro Gonçalves   | 2:56    |  |
| 13.             | "Andamos no Céu"               | Helena Kendall    | 3:00    |  |
| 14.             | "Primavera"                    | Celina da Piedade | 2:59    |  |
| 15.             | "Gente Bestial"                | Jorge Benvinda    | 2:32    |  |
| 16.             | "Se o Tempo Não Falasse"       | Inês Sousa        | 3:10    |  |
| Duração total:  | Duração total:                 | Duração total:    | 45:16   |  |

## Audiências
| Gala        | Data                    | Audiência   | Audiência | Audiência | Ref.   |
| Gala        | Data                    | Espetadores | Rating    | Share     | Ref.   |
| ----------- | ----------------------- | ----------- | --------- | --------- | ------ |
| Semifinal 1 | 19 de fevereiro de 2017 | 580 000     | 6%        | 13,3%     | [ 11 ] |
| Semifinal 2 | 26 de fevereiro de 2017 | 496 000     | 5,3%      | 11,4%     | [ 12 ] |
| Final       | 5 de março de 2017      | 684 400     | 7,1%      | 17,9%     | [ 13 ] |